# Ariane Lipski
Ariane Lipski (Curitiba, 26 de janeiro de 1994) é uma lutadora brasileira de artes marciais mistas. Luta na categoria peso-mosca feminino do Ultimate Fighting Championship.

## Início
Lipski nasceu em Curitiba, de ascendência polonesa. Seu avô migrou para o brasil durante a Segunda Guerra Mundial por motivos de segurança. Lipski começou a treinar muay thai muito nova e foi campeã brasileira de muay thai antes de fazer a transição para o MMA.

## Carreira no MMA

### Ultimate Fighting Championship
Lipski fez sua estreia no UFC contra Joanne Calderwood no UFC Fight Night: Cejudo vs. Dillashaw. Ela perdeu por decisão unânime.
Sua segunda luta veio em 22 de junho de 2019 contra Molly McCann no UFC Fight Night: Moicano vs. Korean Zombie. Ela perdeu por decisão unânime.
Lipski enfrentou Isabela de Pádua no UFC Fight Night: Błachowicz vs. Jacaré em 16 de novembro de 2019. Ela venceu a luta por decisão unânime.

## Cartel no MMA
| Cartel no MMA   |             |            |
| 21 lutas        | 14 vitórias | 7 derrotas |
| Por nocaute     | 6           | 3          |
| Por finalização | 3           | 0          |
| Por decisão     | 5           | 4          |

| Res.    | Cartel | Oponente              | Método                                  | Evento                                      | Data       | Round | Tempo | Local                       | Notas                                           |
| ------- | ------ | --------------------- | --------------------------------------- | ------------------------------------------- | ---------- | ----- | ----- | --------------------------- | ----------------------------------------------- |
| Vitória | 14-7   | Mandy Böhm            | Decisão (unânime)                       | UFC Fight Night: Smith vs. Spann            | 18/09/2021 | 3     | 5:00  | Las Vegas, Nevada           |                                                 |
| Derrota | 13–7   | Montana De La Rosa    | Nocaute Técnico (socos)                 | UFC Fight Night: Rozenstruik vs. Sakai      | 05/06/2021 | 2     | 4:27  | Las Vegas, Nevada           |                                                 |
| Derrota | 13-6   | Antonina Shevchenko   | Nocaute Técnico (socos)                 | UFC 255: Figueiredo vs. Perez               | 21/11/2020 | 2     | 4:33  | Las Vegas, Nevada           |                                                 |
| Vitória | 13-5   | Luana Carolina        | Finalização (chave de joelho)           | UFC Fight Night: Figueiredo vs. Benavidez 2 | 18/07/2020 | 1     | 1:28  | Abu Dhabi                   | Performance da Noite.                           |
| Vitória | 12-5   | Isabela de Pádua      | Decisão (unânime)                       | UFC Fight Night: Błachowicz vs. Jacaré      | 16/11/2019 | 3     | 5:00  | São Paulo                   |                                                 |
| Derrota | 11-5   | Molly McCann          | Decisão (unânime)                       | UFC Fight Night: Moicano vs. Korean Zombie  | 22/06/2019 | 3     | 5:00  | Greenville, Carolina do Sul |                                                 |
| Derrota | 11-4   | Joanne Calderwood     | Decisão (unânime)                       | UFC Fight Night: Cejudo vs. Dillashaw       | 19/01/2019 | 3     | 5:00  | Brooklyn, New York          | Estreia no UFC.                                 |
| Vitória | 11-3   | Silvana Gómez Juárez  | Decisão (unânime)                       | KSW 42                                      | 03/03/2018 | 5     | 5:00  | Łódź                        | Defendeu o Cinturão Peso Mosca Feminino do KSW. |
| Vitória | 10-3   | Mariana Morais        | Finalização (mata leão)                 | KSW 40                                      | 22/10/2017 | 1     | 0:58  | Dublin                      | Defendeu o Cinturão Peso Mosca Feminino do KSW. |
| Vitória | 9-3    | Diana Belbiţă         | Finalização (chave de braço)            | KSW 39                                      | 27/05/2017 | 1     | 4:52  | Varsóvia                    | Ganhou o Cinturão Peso Mosca Feminino do KSW.   |
| Vitória | 8-3    | Sheila Gaff           | Nocaute (socos)                         | KSW 36                                      | 01/10/2016 | 1     | 2:09  | Lebus                       | Luta da Noite.                                  |
| Vitória | 7-3    | Juliana Werner        | Nocaute (soco)                          | Imortal FC 4                                | 21/05/2016 | 2     | 4:26  | São José da Tapera          |                                                 |
| Vitória | 6-3    | Katarzyna Lubońska    | Nocaute Técnico (soco e chute no corpo) | KSW 33                                      | 28/11/2015 | 2     | 3:25  | Kraków                      |                                                 |
| Vitória | 5-3    | Paula Vieira da Silva | Nocaute Técnico (socos)                 | Striker's House Cup 55                      | 17/10/2015 | 1     | 1:04  | Curitiba                    |                                                 |
| Vitória | 4-3    | Marta Souza           | Decisão (unânime)                       | Striker's House Cup 52                      | 31/08/2015 | 3     | 5:00  | Curitiba                    |                                                 |
| Vitória | 3-3    | Geisyele Nascimento   | Nocaute Técnico (socos)                 | Striker's House Cup 50                      | 05/06/2015 | 1     | 0:35  | Curitiba                    |                                                 |
| Derrota | 2-3    | Isabelly Varela       | Decisão (dividida)                      | Curitiba Top Fight 9                        | 03/03/2015 | 3     | 5:00  | Curitiba                    |                                                 |
| Derrota | 2-2    | Daiane Firmino        | Nocaute (socos)                         | MMA Super Heroes 7                          | 15/11/2014 | 1     | 2:28  | São José da Tapera          | Volta ao Peso Mosca.                            |
| Vitória | 2-1    | Jaquelline Santana    | Nocaute Técnico (socos)                 | Gladiator Combat Fight 7                    | 06/09/2014 | 1     | 0:20  | Curitiba                    | Estreia no Peso Palha.                          |
| Derrota | 1-1    | Gisele Moreira        | Decisão (unânime)                       | Nitrix Champion Fight 21                    | 01/06/2014 | 1     | 0:20  | São José da Tapera          |                                                 |
| Vitória | 1-0    | Daiana Torquato       | Decisão (unânime)                       | Nitrix Champion Fight 17                    | 03/03/2013 | 3     | 5:00  | Balneário Camboriú          | Estreia no Peso Mosca.                          |